# ديفيد تشيو (سياسي)
ديفيد تشيو هو محامي وسياسي أمريكي، ولد في 2 أبريل 1970 في كليفلاند في الولايات المتحدة. نشط حزبياً في حزب كاليفورنيا الديمقراطي ‏ والحزب الديمقراطي. وقد انتخب عضو جمعية ولاية كاليفورنيا ‏.

## وصلات خارجية
- الموقع الرسمي